# Cezary Kamienkow
Cezary Kamienkow, pseudonim „Skuter” (ur. 21 lutego 1962 we Wrocławiu, zm. 25 lutego 2013 tamże) – polski muzyk, autor tekstów, wokalista i basista, dziennikarz i recenzent, poeta, związany z wrocławską niezależną sceną muzyczną.    
W latach 1980–82 współtwórca zespołu Zwłoki (jako wokalista, basista, kompozytor i autor tekstów), z którym wylansował pokoleniowe hymny: „Za moimi drzwiami”, „Nie jesteś mądry, nie jesteś piękny”, „Mesjasz (Nie będę wisiał ukrzyżowany…)”; następnie założyciel zespołów Ulica (początkowo m.in. we współpracy z Pawłem Kukizem), DTv oraz Mechaniczna Pomarańcza (1985; 1987-90), z którym dwukrotnie wystąpił na Festiwalu w Jarocinie w 1985 i 1988. W latach 90. XX w. był związany z zespołem Prawda.
25 maja 2012 we wrocławskim klubie Łykend Cezary „Skuter” Kamienkow zagrał z reaktywowanym składem zespołu Zwłoki swój ostatni koncert, rejestrowany na potrzeby filmu Punk z Wrocka.
Kamienkow zmarł z powodu raka krtani.
Utwory autorstwa „Skutera” mają w swoim repertuarze m.in. zespoły Prawda, Cela nr 3, Haysel, Para Wino.

## Testament

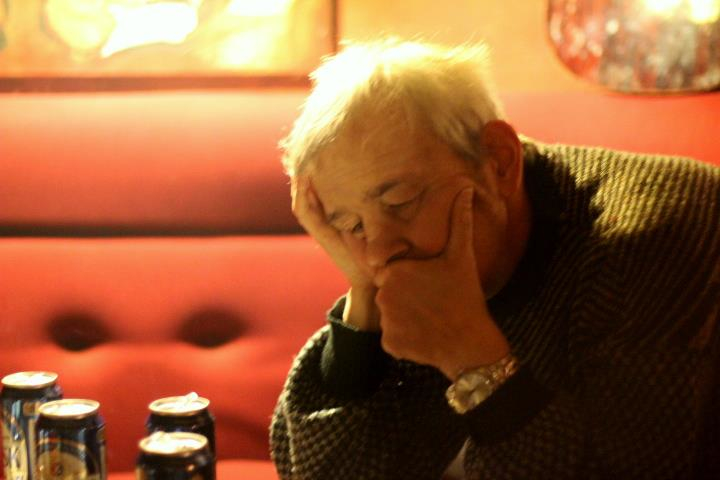
Cezary „Skuter” Kamienkow w „Perfumerii”

Jeden z ostatnich tekstów „Skutera", będący testamentem jego życia